# Acranthera
Acranthera är ett släkte av måreväxter. Acranthera ingår i familjen måreväxter.

## Dottertaxa tillAcranthera, i alfabetisk ordning[1]
- Acranthera abbreviata
- Acranthera anamallica
- Acranthera athroophlebia
- Acranthera atropella
- Acranthera aurantiaca
- Acranthera axilliflora
- Acranthera bullata
- Acranthera capitata
- Acranthera ceylanica
- Acranthera didymocarpa
- Acranthera endertii
- Acranthera frutescens
- Acranthera grandiflora
- Acranthera hallieri
- Acranthera hirtostipula
- Acranthera involucrata
- Acranthera johannis-winkleri
- Acranthera lanceolata
- Acranthera longipes
- Acranthera longipetiolata
- Acranthera maculata
- Acranthera megaphylla
- Acranthera monantha
- Acranthera nieuwenhuisii
- Acranthera ophiorhizoides
- Acranthera parviflora
- Acranthera philippensis
- Acranthera ruttenii
- Acranthera salmonea
- Acranthera siamensis
- Acranthera siliquosa
- Acranthera simalurensis
- Acranthera sinensis
- Acranthera strigosa
- Acranthera tomentosa
- Acranthera variegata
- Acranthera velutinervia
- Acranthera virescens
- Acranthera yatesii